# Xoliswa Sithole
Xoliswa Sithole és una actriu, productora i directora de cinema sud-africana.

## Biografia
Sithole va néixer a Sud-àfrica, però quan tenia tres anys es va traslladar amb la seva família a Zimbabwe. Es va criar en l'exili. Es va graduar en Literatura anglesa a la Universitat de Zimbabue. Posteriorment va marxar a Londres, on va viure cinc anys.
Xoliswa Sithole és la primera persona de Sud-àfrica que ha guanyat un premi BAFTA, que li va ser concedit pel seu documental Orphans of Nkandla, en el qual exposa els efectes de l'epidèmia de la Sida en la infància africana.
Sithole va participar com a actriu en diverses pel·lícules a la fi dels anys vuitanta i va passar a dirigir documentals com Shouting Silent, una història personal sobre com la SIDA va afectar la seva família, incloent la mort de la seva mare, Doreen Sithole.

## Obra

### Com a actriu
Crida llibertat (1987)
Mandela (1987)

### Com a directora
Shouting Silent (2002)

### Com a productora
The Orphans of Nkandla (2004)